# هيلين دنمور
هيلين دنمور (بالإنجليزية: Helen Dunmore)‏ «زميلة الجمعية الملكية للآداب» مواليد 12 ديسمبر 1952 في يوركشاير، إنجلترا - الوفاة 05 يونيو 2017 في برستل، هي روائية وشاعرة وكاتبة قصة قصيرة وكاتبة أدب أطفال بريطانية. فازت بجائزة مسابقة الشعر الوطني.

## السيرة الشخصية
ولدت هيلين في بيفرلي، يوركشاير وهي ثاني أربعة أطفال لبيتي سميث وموريس دونمور. درست في مدرسة نوتنغهام للبنات ثم أكملت دراستها في مدرسة متوسطة تعتمد على منح مباشرة، أكملت دراستها العليا حيث درست اللغة الإنجليزية في جامعة يورك وعاشت في فنلندا سنتين حيث كانت تعمل معلمةً. انتقلت للعيش في بريستول، وانضمت إلى الجمعية الملكية للأدب. بعض كتبها التي كتبتها للأطفال ضُمِّنت في مناهج دراسية.
في مارس 2017 نشرت روايتها الأخيرة Birdcage Walk، بالإضافة إلى مقالة عن الوفيات في صحيفة الجارديان كُتبت بعد تشخيص إصابتها بمرض عضال. وفي العام نفسه تم تشخيص إصابتها بالسرطان، وتوفيت في الخامس من يونيو في العام نفسه.
فازت مجموعتها الشعرية الأخيرة إنسايد ذا ويف، التي نُشرت في أبريل 2017 قبل وفاتها بفترة وجيزة، بجائزة كوستا للشعر والكتاب العام لعام 2017.

## الحياة الشخصية
كان زوجها فرانك تشارلي الذي تزوجته عام 1980 محاميًا. وكان لديها ولدان وبنت وثلاثة أحفاد وقت وفاتها.

## الجوائز والتكريم
حصلت على العديد من الجوائز منها جائزة بوكر الأدبية عام 2010م وغيرها من الجوائز، مثل جائزة كارديف الدولية للشعر عام 1990 وجائزة والتر سكوت عام 2015 وجائزة كوستا عام 2017 (بعد وفاتها). 

## قائمة من مؤلفاتها

### روايات
- موجة من الشتاء ( جائزة البرتقال 1996)
- التحدث إلى الموتى (1996)
- الحصار (2001؛ تم ترشيحها لجائزة وايت بريد للرواية وجائزة أورانج 2002)
- بيت الأيتام (2006)
- عد النجوم (2008)
- الخيانة (رُشحت لجائزة جائزة بوكر الأدبية 2010)
- الكذبة (2014)
- التعرض (2016)

### مجموعات قصص قصيرة
- لوف أوف فات مين (1997)
- آيس كريم (2000)
- روز، 1944 (2005)
- الفتاة، توازن وقصص أخرى (2018)

### كتب الشباب والبالغين
- زيلا وأنا!
  - شجرة الليلك (نشرت لأول مرة باسم زيلا وأنا ) (2004)
  - الخرزة الفضية (2004)
- سجلات إنغو
  - إنغو (2005)
  - ذا ديب (2007)
  - معبر إنغو (2008)
  - اجتياح العاصفة (2012)

### كتب أطفال
- الذهاب إلى مصر (1992)
- في المال (1995)
- جو فوكس (1996)
- خطأ فادح (1996)
- بطانية أمينة (1996)
- أليز آبلز (1997)
- كلايد ليوبارد (1998)
- الجدة الرقص اللباس (1998)
- الأجانب لا يأكلون شطائر لحم الخنزير المقدد (2000)
- البطة القبيحة (2001)
- منزل شجرة تارا (2003)
- طيور فيري (2010)
- سكان الجزر (2011)

### مجموعات شعرية
- أيام قصيرة، ليالي طويلة: قصائد جديدة ومختارة (1991)
- أسرار [عنوان شعر الأطفال]
- سعيد بهذه الأوقات (2007)

## روابط خارجية
- هيلين دنمور على موقع IMDb (الإنجليزية)
- هيلين دنمور على موقع ديسكوغز (الإنجليزية)